# Scrobipalpa rjabovi
Scrobipalpa rjabovi is een vlinder uit de familie tastermotten (Gelechiidae). De wetenschappelijke naam is voor het eerst geldig gepubliceerd in 1990 door Piskunov.
De soort komt voor in Europa.